# Івашов Володимир Сергійович
Івашов Володимир Сергійович  (28 серпня 1939, Москва — 23 березня 1995, Москва) — радянський і російський кіноактор. Заслужений артист РРФСР (1969). Народний артист РРФСР (1980).
Народився в родині робітників. Закінчив Всесоюзний державний інститут кінематографії (1963, майстерня Михайла Ромма).

## Фільмографія
Знявся у фільмах:
- «Балада про солдата» (1959, Альоша Скворцов)
- «Хмари над Борськом» (1960, Генка Бочарников, однокласник Олі)
- «Леон Гаррос шукає друга» (1960, Федя, молодий робітник в Братську)
- «Євдокія» (1961, Павло Чернишов)
- «Сім няньок» (1962, Віктор)
- «Я — „Береза“» (1964, льотчик)
- «Хокеїсти» (1964, Герман Морозов, спортивний журналіст)
- «Герой нашого часу» (1966, Печорін)
- «Залізний потік» (1967, Олексій Приходько)
- «Нові пригоди невловимих» (1968, ад'ютант Кудасова)
- «Дорога додому» (1969, Микола Мальцев, коханий Маші)
- «Путина» (1971, Федір Комраков)
- «Корона Російської імперії, або Знову невловимі» (1971, поручик Перов, ад'ютант Кудасова)
- «А зорі тут тихі» (1972, мисливець, гість Бричкиних)
- «Зовсім безнадійний» (1973, полковник Шерборн)
- «Відкриття» (1973, Ілля Стасов)
- «Полум'я» (1974, Король)
- «Пам'ятай ім'я своє» (1974, майор)
- «Ярослав Домбровський» (1975, Андрій Потебня)
- «Діаманти для диктатури пролетаріату» (1975, Ісаєв)
- «Фронт без флангів» (1975, Афанасьєв, капітан)
- «Коли настає вересень» (1976, Володимир Кондріков, чоловік Нуне)
- «Юлія Вревська» (1977, генерал)
- «Корінь життя» (1977, Андрій Барбу)
- «Право першого підпису» (1978, Володимир Казаков)
- «Право першого підпису» (1978, Володимир Казаков)
- «Дізнання пілота Піркса» (1978, 2-й пілот Гаррі Браун)
- «Отець Сергій» (1978, епізод)
- «Ранковий обхід» (1979, Олег, викладач італійської мови)
- «Зоряний інспектор» (1980, Сергій Лазарєв)
- «Конфліктна ситуація» (1981, Антон Павлович Солуянов, бригадир монтажників)
- «Право на постріл» (1981, капітан-лейтенант Нікітін)
- «Через Гобі і Хінган» (1981, Матвєєв)
- «Хто сильніший за нього» (1984, Микола Петрович Баратовський)
- «День гніву» (1985, Каст)
- «Християни» (1987, репортер)
- «Графиня» (1991, Никифоров)
- «Під маскою беркута» (1991, Брюс, військовий кінооператор)
- «Тридцятого знищити!» (1992, Богомолов, полковник КДБ)
- «Російські брати» (1992, Степан Андрійович, білий офіцер)
- «Сльоза Князя тьми» (1992, Володя Єгоров, керуючий готелю)
- «Вбивство на „Жданівській“» (1992, Віктор Васильович)
- «Розшукове бюро „Фелікс“» (1993, містер Джон Філіп Лоу) та ін.

та в українських картинах:
- «Синє небо» (1971, Андрій Таран; Одеська кіностудія)
- «По вулицях комод водили» (1978, слідчий; Одеська кіностудія)
- «Фуфель» (1990,  Володимир Анатолійович Русінов, слідчий; Укртелефільм)
- «Це ми, Господи!..» (1990, т/ф, капітан Рюмін; Кіностудія імені Олександра Довженка)

Озвучування:
- «Анатомія кохання» (1972, Адам — роль Яна Новицького)
- «На ясний вогонь» (1975, Юлій Анатолійович Бунаков, поручик — роль Володимира Тихонова) та ін.

## Премії
- 1980 — Відмінник кінематографії СРСР: за багаторічну плідну роботу в радянській кінематографії
- 1982 — Державна премія Монгольської Народної Республіки: за виконання головної ролі у фільмі «Через Гобі і Хінган»
- 1982 — Срібна медаль їм О. Довженка: за виконання ролі Нікітіна у фільмі «Право на постріл»